# Vörs megállóhely
Vörs megállóhely egy Somogy vármegyei vasúti megállóhely Vörs településen, a MÁV üzemeltetésében.
A település központjától mintegy 700 méterre nyugatra található, külterületen, közúti megközelítését csak egy önkormányzati út biztosítja.

## Vasútvonalak
A megállóhelyet az alábbi vasútvonalak érintik:
- Budapest–Murakeresztúr-vasútvonal

## Kapcsolódó állomások
A megállóhelyhez az alábbi állomások vannak a legközelebb:
- Balatonszentgyörgy vasútállomás (Budapest–Murakeresztúr-vasútvonal)
- Sávoly vasútállomás (Budapest–Murakeresztúr-vasútvonal)

## Forgalom
| Járat                              | Útvonal | Gyakoriság                  |
| ---------------------------------- | --- | --------------------------- |
| S35                                | Budapest-Déli – Budapest-Kelenföld – Budafok → (Nagykanizsa felé: Budatétény → Barosstelep → Érdliget → Érd felső → Tárnok → Martonvásár → Baracska → Pettend → Kápolnásnyék; Budapest felé: ← Érd alsó) – Velence – Velencefürdő – Gárdony – Agárd (→ Dinnyés) – Székesfehérvár – Maroshegy – Lepsény – Balatonaliga – Balatonvilágos – Szabadisóstó – Szabadifürdő – Siófok – Balatonszéplak felső – Balatonszéplak alsó – Zamárdi felső – Zamárdi – Szántód – Balatonföldvár – Balatonszárszó – Balatonszemes – Balatonlelle felső – Balatonlelle – Balatonboglár – Fonyódliget – Fonyód – Bélatelep – Alsóbélatelep – Balatonfenyves – Balatonfenyves alsó – Máriahullámtelep – Máriaszőlőtelep – Balatonmáriafürdő – Balatonberény – Balatonszentgyörgy – Vörs – Zalakomár – Zalaszentjakab – Nagykanizsa | Napi 1 Nagykanizsa felé     |
| személyvonat                       | Siófok – Balatonszéplak felső – Balatonszéplak alsó – Zamárdi felső – Zamárdi – Szántód – Balatonföldvár – Balatonszárszó – Balatonszemes – Balatonlelle felső – Balatonlelle – Balatonboglár – Fonyódliget – Fonyód – Bélatelep – Alsóbélatelep – Balatonfenyves – Balatonfenyves alsó – Máriahullámtelep – Máriaszőlőtelep – Balatonmáriafürdő – Balatonberény – Balatonszentgyörgy – Vörs – Zalakomár – Zalaszentjakab – Nagykanizsa | Napi 3-4 pár                |
| személyvonat                       | Nagykanizsa → Zalaszentjakab → Zalakomár → Vörs → Balatonszentgyörgy → Balatonberény → Balatonmáriafürdő → Máriaszőlőtelep → Máriahullámtelep → Balatonfenyves alsó → Balatonfenyves → Alsóbélatelep → Bélatelep → Fonyód → Fonyódliget → Balatonboglár → Balatonlelle → Balatonlelle felső → Balatonszemes → Balatonszárszó → Balatonföldvár → Szántód → Zamárdi → Zamárdi felső → Balatonszéplak alsó → Balatonszéplak felső → Siófok → Szabadifürdő → Szabadisóstó → Balatonvilágos → Balatonaliga → Lepsény → Polgárdi-Tekerespuszta → Kiscséripuszta → Szabadbattyán → Maroshegy → Székesfehérvár | Napi 1 Székesfehérvár felé  |
| Tópart InterCity                   | Budapest-Déli – Budapest-Kelenföld – Székesfehérvár – Lepsény – Siófok – Zamárdi – Balatonföldvár – Balatonszárszó – Balatonszemes – Balatonlelle – Balatonboglár – Fonyód – Balatonfenyves – Balatonmáriafürdő – Balatonberény – Balatonszentgyörgy – Vörs – Zalakomár – Zalaszentjakab – Nagykanizsa | 2 óránként                  |
| Agram-Tópart nemzetközi InterCity  | Budapest-Déli – Budapest-Kelenföld – Székesfehérvár – Lepsény – Siófok – Zamárdi – Balatonföldvár – Balatonszárszó – Balatonszemes – Balatonlelle – Balatonboglár – Fonyód – Balatonfenyves – Balatonmáriafürdő – Balatonszentgyörgy – Vörs – Zalakomár – Zalaszentjakab – Nagykanizsa – Gyékényes – Koprivnica – Križevci – Vrbovec – (Dugo Selo →) Zagreb Glavni kolodvor (Zágráb) | Napi 1 pár                  |
| Gradec-Tópart nemzetközi InterCity | Budapest-Déli – Budapest-Kelenföld – Székesfehérvár – Lepsény – Siófok – Zamárdi – Balatonföldvár – Balatonszárszó – Balatonszemes – Balatonlelle – Balatonboglár – Fonyód – Balatonfenyves – Balatonmáriafürdő – (Balatonberény →) Balatonszentgyörgy (← Vörs ← Zalakomár ← Zalaszentjakab) – Nagykanizsa – (Murakeresztúr →) Gyékényes – Koprivnica – (Mučna Reka → Sokolovac → Lepavina → Carevdar → Vojakovački Kloštar → Majurec →) Križevci – (Repinec → Gradec →) Vrbovec – (Božjakovina →) Dugo Selo – (Sesvetski Kraljevec → Sesvete → Culinec → Trnava → Maksimir →) Zagreb Glavni kolodvor (Zágráb) | Nyáron napi 1 Budapest felé |